# Pablo Berasaluze Zabala
Pablo Berasaluze Zabala (Berriz, Biscaia, 1977), més conegut com a Berasaluze II —fins al 14 de març de 2013, Berasaluze VIII—, és un antic jugador professional de pilota basca a mà, en la posició de davanter.
Va debutar el 22 de febrer de 1998 al frontó de Bergara i es va retirar l'1 d'octubre de 2016.
El 2013 va disputar la final del campionat per parelles juntament amb Jon Ander Albisu, contra Martinez de Irujo i Zabaleta, però a mig partit va patir una greu lesió (trencament del tendó d'aquil·les) i va haver d'abandonar, quedant així campions la parella d'Aspe Pilota.

## Palmarés
- Subcampió per parelles: 1999
- Subcampió per parelles: 2013
- Campió del torneig Nitro Ciutat de Barcelona: 2013[1]